# PhpWiki

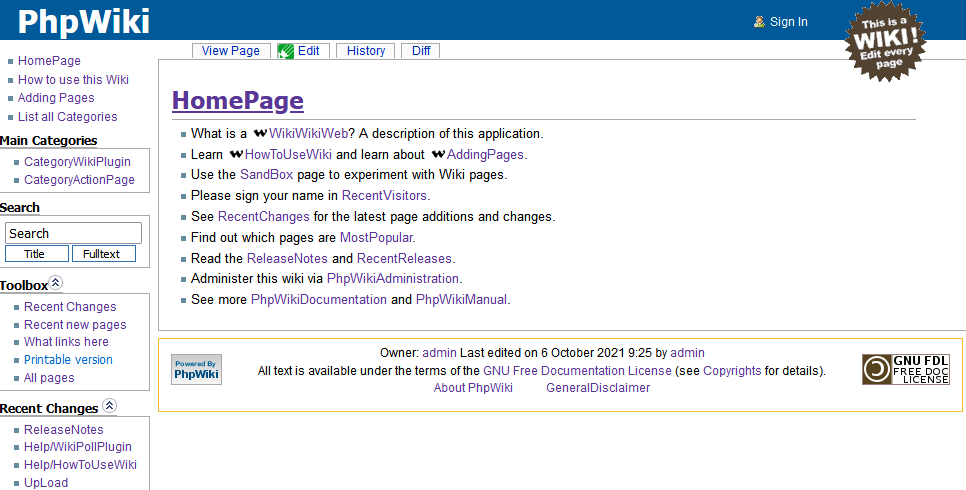
Captura de pantalla de la página principal de Phpwiki 1.6.0.

PhpWiki es un clon libre del original software WikiWikiWeb, el cual permite crear sitios cuyos contenidos pueden ser editados por cualquier visitante.

## Funcionamiento
Todas las páginas son almacenadas en una DBMS y enlazadas dinámicamente. Con esta configuración, puedes actualizar y crear páginas desde cualquier sitio donde tengas un navegador web disponible.
Un wiki web está destinado a ofrecer colaboraciones, conversaciones y documentación, todo al mismo tiempo.
PhpWiki está escrito con el lenguaje de servidor PHP. El PHP se asemeja a C y Perl en su sintaxis, y funciona muy parecido a ASP, EmbPerl o JSP.
PhpWiki consiste en aproximadamente una docena de ficheros mixtos PHP y HTML. Las páginas web de un WikiWikiWeb que se construyen en PHP residen en un fichero de base de datos con copias de seguridad de versiones previas, almacenadas en un segundo fichero.
Cada vez que el usuario haga clic en el sitio web, la página solicitada es traída de la base de datos y renderizada al vuelo. El usuario sólo solicita el fichero index.php, en donde se decide qué otros ficheros PHP se deben incluir.
Los vínculos a páginas web "wiki" son generados automáticamente. Este puede ser el aspecto más importante de un wiki, la capacidad de añadir páginas que se enlazan.